# Riu Salat

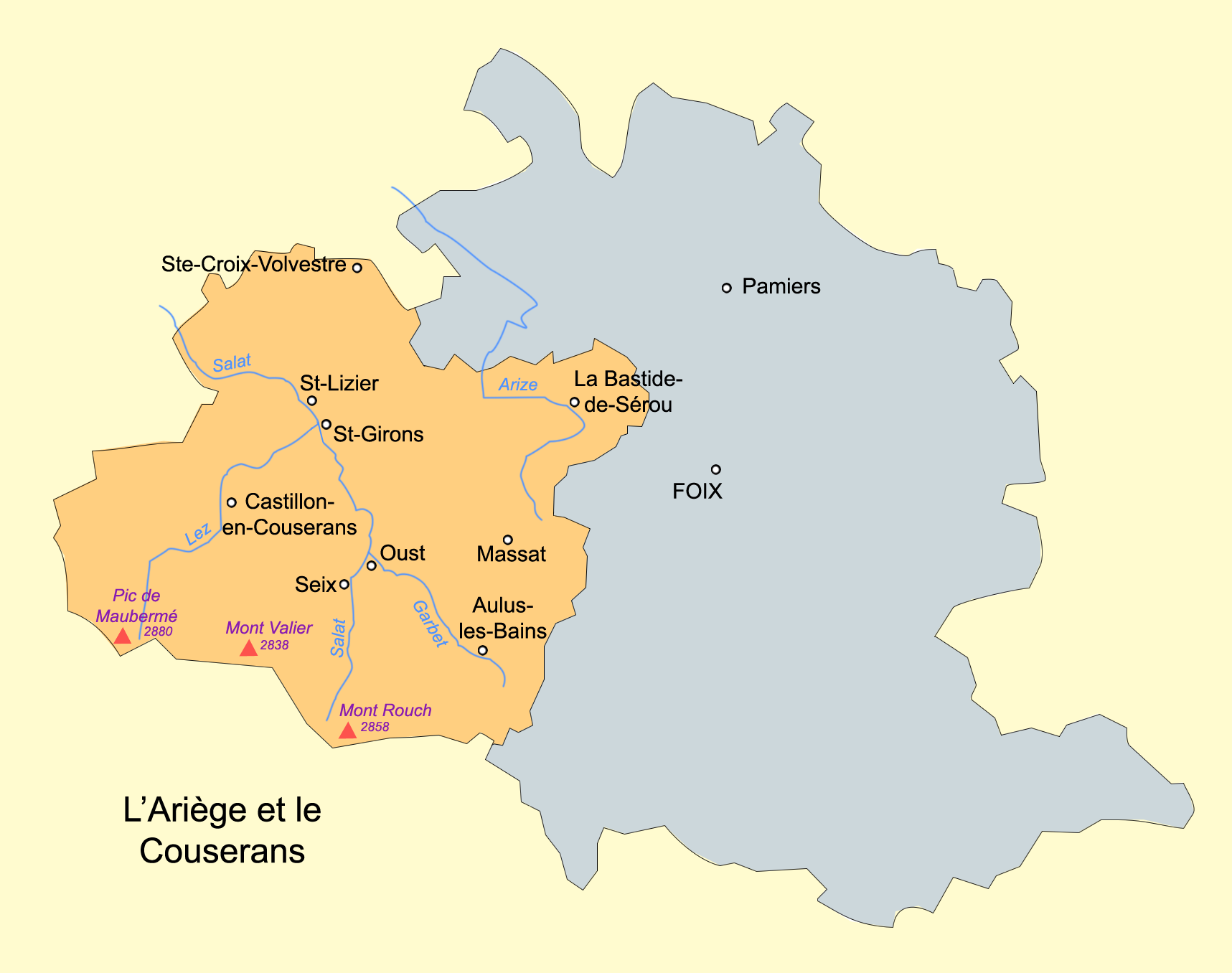
La conca del riu Salat a l'Arieja conforma el territori del Coserans.

El riu Salat és un riu d'Occitània, afluent de la Garona, que neix al Pirineu, al Massís del Mont Valièr a una alçada de 1.979 m i travessa el Coserans. És un riu abundós, com correspon a la seva naixença pirinenca, però té un règim estacional molt marcat pels períodes de neu i desglaç. Els seus afluents principals són els rius Alet, Garbet, Arac, Lez, Baup i Arbas.
El Salat té nou fonts diferents prop del port de Salau, a Coflens i s'escola en direcció nord pel Coserans, passant per Sent Gironç i Sent Líser. D'allà es desvia cap al nord-oest per anar a trobar la Garona, per la riba dreta, a Ròcahòrt de Garona. El seu curs total és d'uns 75 km.
Tot el territori que travessa pertany a l'Estat Francès, en concret als departaments de l'Arieja i l'Alta Garona. A l'Arieja, passa per: Coflens, Sèish, La Cort, Sent Gironç, Sent Líser, Prat e Bonrepaus i Era Bastida deth Salat. A l'Alta Garona, travessa: Salias de Salat, Maseras de Salat, Cassanha i Ròcahòrt de Garona.